# Reinhard Lorenz
Reinhard Lorenz (* 1883; † nach 1938) war ein deutscher Kaufmann. 

## Leben
Reinhard Lorenz war als Kolonialwarenhändler in Dresden tätig, schloss sich früh nationalsozialistischen Ideen an und war 1931 bereits Mitglied der NSDAP. 1933 war er Kreiskampfbundführer und Kreisamtsleiter des Nationalsozialistischen Kampfbundes für den gewerblichen Mittelstand (NS-HAGO) und erster Vorsitzender des Landesverbands des sächsischen Einzelhandels in Dresden. Außerdem wurde er im Juni 1933 Präsident der Gewerbekammer in Dresden.
Daneben war er 1937 auch Vizepräsident der Industrie- und Handelskammer Dresden an der Seite des Präsidenten und Leiters der Wirtschaftskammer Sachsen Wilhelm Wohlfahrt.
1938 war er als Kaufmann und Leiter der Bezirksgruppe Sachsen der Wirtschaftsgruppe Einzelhandel Mitglied des Aufsichtsrates der Sächsischen Bank.